# Керування променем
Керування променем — техніка зміни напрямку основного пелюстка діаграми спрямованості.
У радіо та радарних системах керування променем може здійснюватися шляхом перемиканням елементів антени або зміною відносних фаз радіочастотних сигналів, що керують елементами. Останнім часом керування променем відіграє значну роль у 5G зв’язку через квазіоптичну природу частот 5G.
В акустиці керування променем використовується для спрямування звуку з гучномовців у певну зону прослуховування. Це можна здійснити за допомогою зміни амплітуди та фази двох або більше гучномовців, встановлених у колоні, де комбінований звук додається та скасовується в необхідній позиції. Комерційно цей тип розташування гучномовців відомий як лінійний масив. Ця технологія існує вже багато років, але з моменту появи сучасної технології цифрової обробки сигналів (DSP) на ринку зараз є багато комерційно доступних товарів. Керування напрямком променя та контроль за напрямленістю за допомогою цифрової сигнальної обробки (DSP) вперше було введено в ранні 1990-ті роки компанією Duran Audio, яка представила технологію під назвою DDC (Цифровий Контроль напрямленості).
В оптичних системах управління променем може здійснюватися зміною показника заломлення середовища, через яке проходить промінь, або з використанням дзеркал, призм, лінз чи обертових дифракційних граток. Приклади підходів оптичного керування променем включають механічні дзеркальні підвіси або блоки спрямування променя, гальванометричні механізми, які обертають дзеркала, призми Ріслі, оптику з фазованою решіткою та мікроелектромеханічні системи з використанням мікродзеркал.

## Дивись також
- Формування променя
- Електронна оптика